# Lassigny
Lassigny  ist eine französische Gemeinde mit 1.436 Einwohnern (Stand 1. Januar 2022) im Département Oise in der Region Hauts-de-France. Sie gehört zum Arrondissement Compiègne und zum Kantons Thourotte. Der Ort liegt am Flüsschen Divette.
In Lassigny liegt das 1966 eröffnete und heute 45.000 Quadratmeter große Produktionszentrum für Lippenstifte von Yves Saint Laurent. Jeden Tag werden hier 30.000 Lippenstifte für Yves Saint Laurent hergestellt.

## Geschichte
Im September 1914, wenige Wochen nach dem Beginn des Ersten Weltkriegs, fand die Schlacht an der Aisne statt. Am 16. September kam es bei Lassigny zu schweren Gefechten. 
Kurz darauf begannen deutsche und französische Truppen an der Aisne den Wettlauf zum Meer (zur Nordsee). 
Am 17. und 18. September 1914 gelang es der deutschen 1. Armee (Generaloberst von Kluck) Angriffe der französischen 6. Armee bei Lassigny abzuwehren. Bald darauf erstarrte die Westfront; ein jahrelanger Grabenkrieg und Stellungskrieg begann. 

## Bevölkerungsentwicklung
| Jahr      | 1962 | 1968 | 1975 | 1982 | 1990 | 1999 | 2006 | 2011 |
| Einwohner | 769  | 723  | 750  | 844  | 1050 | 1248 | 1343 | 1397 |

## Sehenswürdigkeiten
- Kirche Saint-Crépin
- Rolandsturm, Motte (Wallburg)